# Curridabat Fútbol Club
El Curridabat Fútbol Club era un equipo profesional de fútbol de Costa Rica, fundado en 2016 y con sede en la  ciudad de Curridabat.

## Historia
El equipo fue fundado en junio del año 2016 en el cantón de Curridabat de la provincia de San José, luego de que una familia de la zona  adquiriera la franquicia del Municipal Osa. El cantón de Osa (uno de los más marginales y distantes del país) no pudo mantener a dos equipos en competición, ya que también contaban con otro en la Primera División de LINAFA. Debido a esto,  su presidente el señor Carlos Vargas decidió vender la franquicia al finalizar el torneo de la segunda categoría de ese año. 
Curridabat FC es el sucesor del desaparecido AD Municipal Curridabat, el cual en las temporadas 1984-1985 y 1987-1988 jugó en la Primera División de Costa Rica.
Para la Temporada 2020-21 jugará en la Primera División de LINAFA tras perder la categoría administrativamente contra AD Santa Rosa, al día de hoy la situación ha generado controversia ya que nunca existió claridad sobre el asunto

## Datos
- Nombre: Curridabat Fútbol Club
- Fundación:  1 de junio de 2016
- Debut en Segunda: Torneo Clausura 2017
- Temporadas en Primera División: 0
- Temporadas en Segunda División: 2
- Temporadas en Linafa: 0

## Estadio
El club juega sus partidos de local en el Estadio Lito Monge del cantón de Curridabat, el cual es de gramilla natural y cuenta con capacidad para 2.000 espectadores. 
El estadio también fue la sede del desaparecido AD Municipal Curridabat.

## Uniforme
- Uniforme titular: Camiseta azul oscuro con franjas blancas horizontales, pantaloneta y medias azules.
- Uniforme alternativo: Camiseta, pantaloneta y medias blancas.